# Карл Седерберг
Карл Седерберг (швед. Carl Söderberg — Нортеље, 12. октобар 1985) професионални је шведски хокејаш на леду који игра на позицијама нападача као лево крило и центар.
Члан је сениорске репрезентације Шведске за коју је на међународној сцени дебитовао на светском првенству 2017. године. На том првенству Седерберг је освојио и титулу светског првака.
Играчку каријеру започиње као играч Малме редхокса одакле је након 8 сезона прешао у редове такође шведског Линћепинга. Учествовао је на улазном драфту НХЛ лиге 2004. где га је као 49. пика у другој рунди одабрала екипа Сент Луис блуза. У НХЛ-у је заиграо тек у априлу 2013. након потписивања трогодишњег уговора са Бостон бруинсима. Крајем јуна 2015. прелази у редове Колорадо аваланча са којима потписује петогодишњи уговор вредан 23,75 милиона америчких долара.